# Communication interne
 (janvier 2024).
Si vous disposez d'ouvrages ou d'articles de référence ou si vous connaissez des sites web de qualité traitant du thème abordé ici, merci de compléter l'article en donnant les références utiles à sa vérifiabilité et en les liant à la section « Notes et références ».
La communication interne est l'un des grands secteurs de la communication des organisations, aux côtés de la communication externe, la communication éditoriale, la communication événementielle, les relations publiques, les relations presse, la communication financière, la communication par l'objet, la communication de crise, etc.
Dans certaines organisations, (entreprises privées, institutions publiques, associations)  sa mise en œuvre est du ressort du Directeur de ressources humaines (DRH, autrefois appelé Directeur du personnel), parce que les enjeux de la politique de communication interne sont alors considérés comme étant liés davantage à la gestion du personnel qu'à sa simple information. Dans d'autres organisations, la communication interne est du ressort du Directeur de la communication, car elle est alors considérée comme s'inscrivant dans la politique globale de communication d'un groupe d'entreprises, dont la cohérence d'ensemble est tenue pour primordiale.
La communication interne a deux objectifs: informer et inciter le personnel à adhérer aux valeurs et à la politique organisationnelle véhiculées par l'entreprise, exercer une influence. Elle permet également in fine en soutenant les collaborateurs, de les rendre plus engagés, de favoriser la rétention du personnel et d'attirer les nouveaux talents.

## Définition de la communication interne
« La communication interne est un ensemble de principes d'actions et de pratiques visant à :
- Donner du sens pour favoriser l'appropriation.
- Donner une âme pour favoriser la cohésion.
- Inciter chacun à mieux communiquer pour favoriser le travail en commun.»[1]

« La communication interne est l’ensemble des actes de communication qui se produisent à l’intérieur de l’entreprise.» 
La communication interne est selon Cornelissen "l'ensemble des moyens utilisés par une entreprise pour communiquer avec ses employés".

## Les services auxquels la communication interne est rattachée
La communication interne peut-être intégrée à différents services, comme le service des ressources humaines, celui du marketing, la direction générale ou directement au service des communications. Il existe pour ces quatre services des avantages et des inconvénients.

### La communication interne intégrée au service des ressources humaines
« Je vois le responsable des ressources humaines jouer un rôle de coordinateur de la communication. Il est l’inspirateur qui rend la direction consciente de la nécessité de communiquer et qui, en outre, lui donne l’opportunité. Parce que la communication part de l’homme, cela vaut sûrement la peine.» 
Avantages
- Cette option semble être logique. En effet, la communication interne permet de communiquer auprès des salariés. Qui d’autre que le service des ressources humaines connaît mieux les salariés de son entreprise ?
- Favorise l’entraide, la participation des salariés à la vie de l’entreprise. Un sentiment d’appartenance à l’organisation et de cohésion sociale se dégage.
- L’employé se sent investi au sein de son entreprise et reconnu, cela développe un climat de confiance.

Inconvénients
- Possible rivalité entre le service des ressources humaines et la communication interne : ils n’ont pas forcément les mêmes objectifs.
- La communication de la part du service des ressources humaines reste classique.
- Les deux services peuvent se confondre et ne pas suivre leurs objectifs respectifs.

### La communication interne intégrée à la direction générale
Avantages
- Visibilité totale sur les activités de l’entreprise. En étant au cœur de l’entreprise, cela permet à la communication interne d’être au cœur des décideurs.

Inconvénients
- Possible perte de confiance de la part des collaborateurs, le service des communications devient trop proche de la direction générale. Cependant la communication interne permet de faire le lien entre les salariés et la Direction Générale.

### La communication interne intégrée au service des communications
Avantages
- Cohérence entre le service de communication externe et la communication interne. Le discours exprimé est en parfaite harmonie avec les valeurs de l’entreprise.
- Connaissance en communication et des outils.

Inconvénients
- Ne pas confondre les deux types de communication et que l’une prédomine l’autre.

### La communication interne intégrée au service du marketing
Avantages
- Le service du marketing valorise les produits et services de l’entreprise, cela permet à la communication interne de s’en inspirer afin de valoriser les valeurs de l’entreprise.

Inconvénients
- Le service du marketing s’adresse aux clients finaux de l’entreprise et non aux salariés.

## Les outils de la communication interne en entreprise

### Les outils oraux
- L’entretien individuel : il consiste à créer une communication personnalisée. Il peut s’agir d’une évaluation annuelle, de l’élaboration d’un projet professionnel personnalisé ou d’effectuer un bilan.
- Les réunions d’information : elles permettent de communiquer avec une équipe concernant un thème commun, faire remonter des informations à la hiérarchie, renforcer la cohésion du personnel. Elles font l’objet d’un ordre du jour et doivent être complétées par un support écrit rassemblant toutes les informations échangées afin de ne pas émettre d’oubli ou de confusion.
- Les réunions de dialogue : Lors de ces réunions l’accent est mis sur l’échange, le dialogue selon un thème spécifique. Ce type de réunion est préparé au préalable afin d’élaborer le type de communication à mettre en place (ton, attitude, déroulement de la réunion).
- Les téléréunions, visioconférences et webconférences : Aujourd’hui grâce au développement des technologies (internet, la téléphonie), la communication à distance est possible ce qui conduit à une réduction des déplacements, une réduction des coûts et permet d’établir des échanges à tout moment malgré la distance. Ce type de communication nécessite un matériel adapté.

### Les outils écrits
- Le journal d’entreprise : Il s’agit d’un mix entre l’information et la communication. Principal support de communication interne, il permet une maîtrise du contenu et il est conçu prioritairement comme un vecteur d’informations vers les employés. La charte éditoriale est définie selon les attentes des employés et les objectifs de la direction.
- La boîte à idées : Représentée sous forme d’une urne, son but est d’impliquer les salariés de l’entreprise afin de recueillir leurs idées, projets pour l’entreprise. Les informations soumises peuvent être anonymes ou non et peuvent concerner les méthodes de travail, les conditions de travail, l’organisation de l’entreprise par exemple.
- Le panneau d’affichage : Il permet de prévenir, informer, sensibiliser les salariés. Il est adapté aux informations ponctuelles, simples et qui véhicule tous types de messages. Dans les entreprises, il est de plus en plus remplacé par des écrans de télévision (digital signage).
- L’intranet et la messagerie électronique : C’est une communication ascendante et descendante, peu coûteuse, interactive, qui bénéficie d’une disponibilité plus importante que les moyens écrits traditionnels. L’intranet est un réseau privé qui permet le libre accès au personnel à un contenu utile à la réalisation de son travail, obtenir des informations instantanées, des informations pratiques, commerciales.
- Le réseau social d'entreprise : Le RSE permet d'échanger dans un mode réseau, sans être dépendant de la hiérarchie.

### Les outils de communication événementielle en interne
Elle permet de développer l’adhésion et la motivation du personnel et de favoriser la cohésion entre les équipes. Il existe différents types d’évènements interne tels que :
- Les séminaires : Ils se déroulent hors de l’entreprise (station balnéaire, lieux touristiques, séjours à l’étranger) sous plusieurs jours afin de créer une ambiance singulière pour aborder certains points de l’entreprise, féliciter les collaborateurs, fixer des objectifs.
- La consolidation d'équipe : (en anglais : Team building) Évènement crée pour favoriser la communication entre les salariés et qu’ils se connaissent à travers un cadre autre que professionnel et ainsi développer un environnement favorable au travail en équipe.
- La co-création : Processus permettant d'aboutir à un plan d'action sur base des idées de la direction et des employés.
- La motivation : (en anglais : Incentive) Actions pour stimuler les salariés, entretenir leurs motivations qui peuvent se traduire par des cadeaux, voyages...
- La formation en entreprise : Intégration des salariés dans le développement de l’entreprise, considération du projet professionnel du salarié par sa hiérarchie, mis en place de moyens adaptés.
- Les autres évènements : Repas de fin d’année, « pot » de départ, avantages mis en place par le comité d’entreprise (réduction du billet de cinéma, spectacles, arbre de Noël, coupon repas).

## Les points d'intersection entre la communication interne et la communication externe
Si le public visé fait partie de l'environnement de l'organisation (fournisseurs, clients, État, institutions financières ou non financières et autres partenaires) il s'agira d'une communication externe. L'objectif de ce type de communication est de transmettre des informations sur l'entreprise (ses valeurs, ses actions, ses missions) aux partenaires extérieurs afin d'atteindre de nouveaux clients ou fidéliser ces derniers.
À l'inverse, si le public visé est un membre de l'entreprise ou un associé, il s'agira alors d'une communication interne. Ici, l'objectif est d'informer les membres de l'entreprise sur cette dernière et de développer un sentiment d'appartenance et fédérer des valeurs communes.
L'entreprise n'utilise donc pas les mêmes outils qu'il s'agisse de communiquer en interne ou en externe. En effet, dans le cadre d'une communication externe, l'entreprise utilise les médias tels que la télévision, la presse, l'Internet ou la radio, l'objectif étant de communiquer à un public large. La communication interne quant à elle, regroupe des outils tels que l'Intranet de l'entreprise, le tableau d'affichage ou le journal interne.
On a tendance à opposer régulièrement ces deux types de communication bien qu'elles soient souvent étroitement liées.

### La communication interne et la communication institutionnelle
La communication institutionnelle regroupe les actions de communication visant à promouvoir l'entreprise et à véhiculer une image positive de cette dernière à travers la diffusion de ses valeurs, de ses missions et de ses stratégies. La cible de la communication institutionnelle est à la fois externe et interne. À l'interne car elle s'adresse aux actionnaires et aux salariés de l'entreprise et à l'externe car elle s'adresse aux clients de l'entreprise, à ses fournisseurs, aux médias, à l'État etc. Les valeurs transmises au public externe seront également diffusées au sein même de l'entreprise.
Il est donc important que les discours externes et internes soient les mêmes pour assurer une cohérence dans l'esprit des salariés, pour que ces derniers s'approprient correctement les valeurs de l'entreprise et qu'ils s'y sentent en adéquation. Avec l'évolution constante d'Internet, les salariés ont accès aux informations indiquées sur le site Internet de l'entreprise au même titre que les autres publics ; il est donc nécessaire que ce dernier ait reçu les mêmes informations relatives à son entreprise et qu'il partage les mêmes valeurs que cette dernière transmet à ses clients.
De plus, en mettant en place une communication institutionnelle efficace et en renvoyant une image positive de l'entreprise, il est plus facile de communiquer en interne sur les choix stratégiques. En effet, le public externe (comme l'entourage familial ou associatif des salariés) exerce une forte influence sur l'opinion que les employés ont de leur entreprise.

### La communication interne et la communication de crise
Dans le cadre d'une gestion de crise, l'entreprise est obligée de communiquer au maximum auprès de son public externe pour tenter de sauver son image et de gérer au mieux la crise. Cela dit, même si l'objectif premier pour une entreprise est de conserver son image auprès de ses clients et ses partenaires, il est primordial qu'elle assure également une communication interne afin de rassurer les salariés quant à la situation de l'entreprise. Exemple de Lactalis et d'autres...
Avec la médiatisation, le risque serait que les salariés apprennent une nouvelle impliquant leur organisation par la presse avant d'en avoir été informés en interne. Cela poserait donc un problème de confiance et de transparence au sein de l'organisation ce qui mènerait éventuellement à un climat de conflit entre les salariés et l'entreprise.
Ainsi, face à une crise impliquant une société, il est nécessaire que cette dernière considère son personnel comme public prioritaire en accentuant la communication et le dialogue afin d'éviter tout type de crise en interne. En agissant ainsi, l'entreprise s'assure que ses collaborateurs seront les meilleurs ambassadeurs de la société en temps de crise. Afin de communiquer au mieux auprès de ses salariés et d'ainsi éviter un conflit en interne, l'entreprise doit pouvoir anticiper la crise et ainsi en informer ses collaborateurs rapidement. Tout comme dans le cadre de la communication auprès des publics externes, elle doit communiquer à ses salariés avant, pendant et après la crise.

### La communication interne et la communication financière
La communication financière consiste pour une entreprise à informer ses actionnaires et ses partenaires économiques de sa situation économique.
Lorsque les actionnaires sont également des salariés de l'entreprise, il est important que les discours internes et externes soient compatibles. Cette situation est complexe car dans le cas où l'entreprise fait face à une situation économique difficile, elle se doit d'en informer ses actionnaires qui sont donc également ses salariés ce qui peut créer un climat de peur au sein de la société.
Dans le cas où les actionnaires ne sont pas des salariés de l'entreprise, les décisions financières peuvent être communiquées aux membres de la société si cette dernière a fait le choix d'adopter une logique de transparence auprès de ses salariés. En effet, les salariés se montrent de plus en plus intéressés par le suivi des indicateurs économiques de leur entreprise c'est pour cette raison que la notion de transparence financière fait de plus en plus parler d'elle.
Certains dirigeants pensent en revanche que faire part de l'état financier de l'entreprise aux employés peut être source de peurs et de conflits au sein de l'organisation. De plus, les collaborateurs n'arrivent pas toujours à décrypter correctement les informations financières transmises par leur entreprise ce qui peut engendrer des malentendus.

### La communication interne et la communication de recrutement
L'objectif d'une communication de recrutement est d'attirer les futurs salariés à venir postuler dans l'entreprise. Ce type de communication, même s'il est à destination des futurs salariés, a un lien direct avec les membres de l'entreprise. En effet, en véhiculant des valeurs positives et une image séduisante de l'entreprise aux candidats potentiels, l'entreprise renvoie directement ces mêmes valeurs à ses membres.
Les salariés de l'entreprise ayant accès aux informations transmises par l'entreprise au même titre que les futurs collaborateurs, il est nécessaire que les valeurs diffusées soient en adéquation avec le ressenti des employés. L'image positive renvoyée par l'entreprise peut également avoir une conséquence directe sur ses salariés : fierté, sentiment d'appartenance, cohésion de groupe etc.
De plus, les salariés renvoient eux-mêmes une certaine image de leur entreprise à travers le discours qu'ils en font et leur satisfaction quant à leur travail. Ils sont donc des acteurs de la communication de recrutement.
- Communication interLL pour renforcer l'esprit d'équipe
- La communication interne ou comment empêcher l’effet papillon
- Management et communication interne : les six dimensions qu’il faut considérer
- La communication interne en entreprise

### L'impact de la Covid-19 sur la communication interne
La crise de la Covid-19 a bouleversé les méthodes de management et, le travail à distance a contraint les entreprises de réinventer leur façon de communiquer auprès des salariés. Cette situation sanitaire aura permis à la communication interne de monter en compétences et de souligner son importance au sein des organisations. En réponse à cette situation inédite, de nombreux dispositifs ont été étudiés : télétravail, cours en visio, cellules de crise, nouveaux outils et équipements, cafés virtuels, lives... Ces dimensions semblaient en effet essentielles pour maintenir la proximité, le lien, la cohésion, la convivialité et les relations humaines.